# Carabus olympiae
Carabus olympiae е вид бръмбар от семейство Бегачи (Carabidae). Видът е уязвим и сериозно застрашен от изчезване.

## Разпространение и местообитание
Разпространен е в Италия. Внесен е във Франция.
Обитава гористи местности, пустинни области, планини, възвишения, долини, ливади и пасища.